# Хосрарі
Хосрарі (груз. ხოსრარი) — село в Грузії.
За даними перепису населення 2014 року в селі проживає 11 осіб.